# Nkosazana Dlamini-Zuma
Nkosazana Clarice Dlamini-Zuma (Natal, 27 gennaio 1949) è una politica e medico sudafricana, presidente della Commissione dell'Unione africana dal 2012 al 2017.
È stata Ministro della Salute dal 1994 al 1999, sotto la presidenza di Nelson Mandela, e anche Ministro degli Affari Esteri dal 17 giugno 1999 al 10 maggio 2009, con i presidenti Thabo Mbeki e Kgalema Motlanthe. Ha assunto l'incarico di Ministro degli Affari Interni nel governo del presidente Jacob Zuma, suo ex marito, il 10 maggio 2009.
Il 15 luglio 2012 Dlamini-Zuma è stata eletta dalla Commissione dell'Unione africana come presidente, rendendola la prima donna a capo dell'organizzazione (compreso il suo precedente, l'Organizzazione dell'unità africana). 

## Primi anni
Nata Nkosazana Clarice Dlamini, di etnia zulu, nella provincia del Natal, è la prima di otto figli. Conclude gli studi superiori al Training College di Amanzimtoti nel 1967. Nel 1971 inizia a studiare Zoologia e Botanica all'Università di Zululand, dove ottiene la laurea. Poco dopo comincia i suoi studi medici all'Università di Natal.

## ANC
Durante gli anni universitari dei primi anni 1970, Dlamini-Zuma diviene un membro attivo del Congresso nazionale africano (ANC). Nello stesso periodo era anche membro del South African Students Organisation, dove venne eletta vice presidente nel 1976.
Nello stesso anno Dlamini-Zuma viene esiliata; completa i suoi studi in medicina all'Università di Bristol nel 1978. Successivamente lavora come medico al Mbabane Government Hospital nello Swaziland, luogo dove incontra il suo futuro marito, l'attuale presidente dell'ANC, Jacob Zuma. Nel 1985 fa ritorno dal Regno Unito per completare il diploma in medicina tropicale pediatrica della Scuola di medicina tropicale della Liverpool University. Dopo aver ottenuto la specializzazione, lavora alla Commissione Sanitaria Regionale dell'ANC ed in seguito accetta la direzione di Health and Refugee Trust, un'organizzazione non governativa britannica.

## Governo

### Ministro della Salute
Durante i negoziati per la Convenzione per un Sudafrica Democratico (CODESA) nel 1992, Dlamini-Zuma prende parte alla Commissione Consultiva per i Generi. Dopo le prime elezioni plebiscitarie sudafricane del 1994, viene nominata Ministro della Salute nel governo del Presidente Nelson Mandela.
Durante il suo mandato ministeriale promuove la fine della segregazione razziale nel sistema sanitario e dà accesso al servizio sanitario gratuito alle fasce più povere. Tuttavia una campagna contro l'AIDS - Sarafina II - da lei commissionata venne criticata dal Public Protector per lo scarso controllo finanziario e le procedure poco chiare. Dlamini-Zuma ha accettato di ritirare la campagna dopo l'analisi del Public Protector. Dlamini-Zuma è stata criticata anche per il suo supporto ad un farmaco anti-AIDS, il Virodene, più economico di altri ma ritenuto dalla comunità scientifica come inefficace.
Nkosazana Dlamini-Zuma ha divorziato da Jacob Zuma nel 1998.
Dlamini-Zuma ha anticipato la legge per il controllo sui prodotti di tabacco nel 1999, che ha reso illegale per tutti il fumo nei luoghi pubblici.
Dopo le elezioni generali del 1999, Nelson Mandela si è ritirato da Presidente ed è stato succeduto da Thabo Mbeki. Mbeki ha nominato Dlamini-Zuma Ministro degli Affari Esteri.

### Ministro degli Affari Esteri
Le venne offerta la Vice Presidenza del Sudafrica da Thabo Mbeki dopo la sconfitta di Jacob Zuma, ma rifiutò per seguire la propria famiglia. L'incarico fu offerto e accettato da Phumzile Mlambo-Ngcuka.
Era ritenuta una possibile candidata dell'ANC per le elezioni presidenziali del 2009 e la leadership del partito. Il 15 novembre 2007 ha annunciato di voler accettare un incarico nel proprio partito, ma il suo portavoce il giorno dopo ha smentito un dibattito sull'argomento.
Dlamini-Zuma è stata nominata per la Vice Presidenza del partito da quattro province legate al presidente Thabo Mbeki, mentre le altre cinque province favorevoli all'ex-marito e presidente Jacob Zuma l'hanno preferita come presidente nazionale. È stata eletta nel Comitato Nazionale Esecutivo di 80 membri nel dicembre 2007 al 35º posto, con 1885 voti.
Il 22 settembre 2008 Dlamini-Zuma si è dimessa insieme ad altri 10 ministri del governo sudafricano, al Presidente e al Vice Presidente. Dopo il ritiro di Thabo Mbeki dal Congresso Nazionale Africano, Nkosazana Dlamini-Zuma ha proseguito il suo incarico nel governo di Kgalema Motlanthe.

### Ministro degli Affari Interni
Nel governo di Jacob Zuma ha lavorato come Ministro degli Affari Interni. Alcuni hanno vista la nomina come una retrocessione ma analisti indipendenti hanno descritto il ministero come lento e incompentente, e la persona di Dlamini-Zuma sarebbe stata ottimale per dare nuovo slancio al dicastero.

## Unione africana
Nel gennaio 2012 Dlamini-Zuma ha tentato di essere eletta alla Presidenza della Commissione dell'Unione africana, per succedere al presidente in carica Jean Ping. Le elezioni hanno avuto un risultato amaro, con Dlamini-Zuma che si è ritirata al terzo ballottaggio; Ping, tuttavia, non era in grado di garantire una maggioranza di due terzi per venire rieletto, e venne decisa una proroga di sei mesi al suo mandato. L'elezione del 15 luglio alla 19ª Assemblea dell'Unione africana ha decretato la vittoria di Dlamini-Zuma, che succede al presidente uscente Ping.

## Lauree
Dlamini-Zuma è stata premiata con la laurea honoris causa in Legge dall'Università di Natal (1995) e dall'Università di Bristol (1996).